# Callostylis cyrtosepala
Callostylis cyrtosepala är en orkidéart som först beskrevs av Rudolf Schlechter, och fick sitt nu gällande namn av Yan Peng Ng och Phillip James Cribb. Callostylis cyrtosepala ingår i släktet Callostylis och familjen orkidéer. Inga underarter finns listade i Catalogue of Life.